# Dráteník
Dráteník (deutsch: Der Drahtbinder) ist ein Singspiel in zwei Akten des tschechischen Komponisten František Škroup nach einem Libretto des Dichters und Übersetzers Josef Krasoslav Chmelenský. Die Uraufführung fand am 2. Februar 1826 im Prager Ständetheater statt. Dráteník ist die erste Oper mit einem original tschechischen Text.

## Handlung

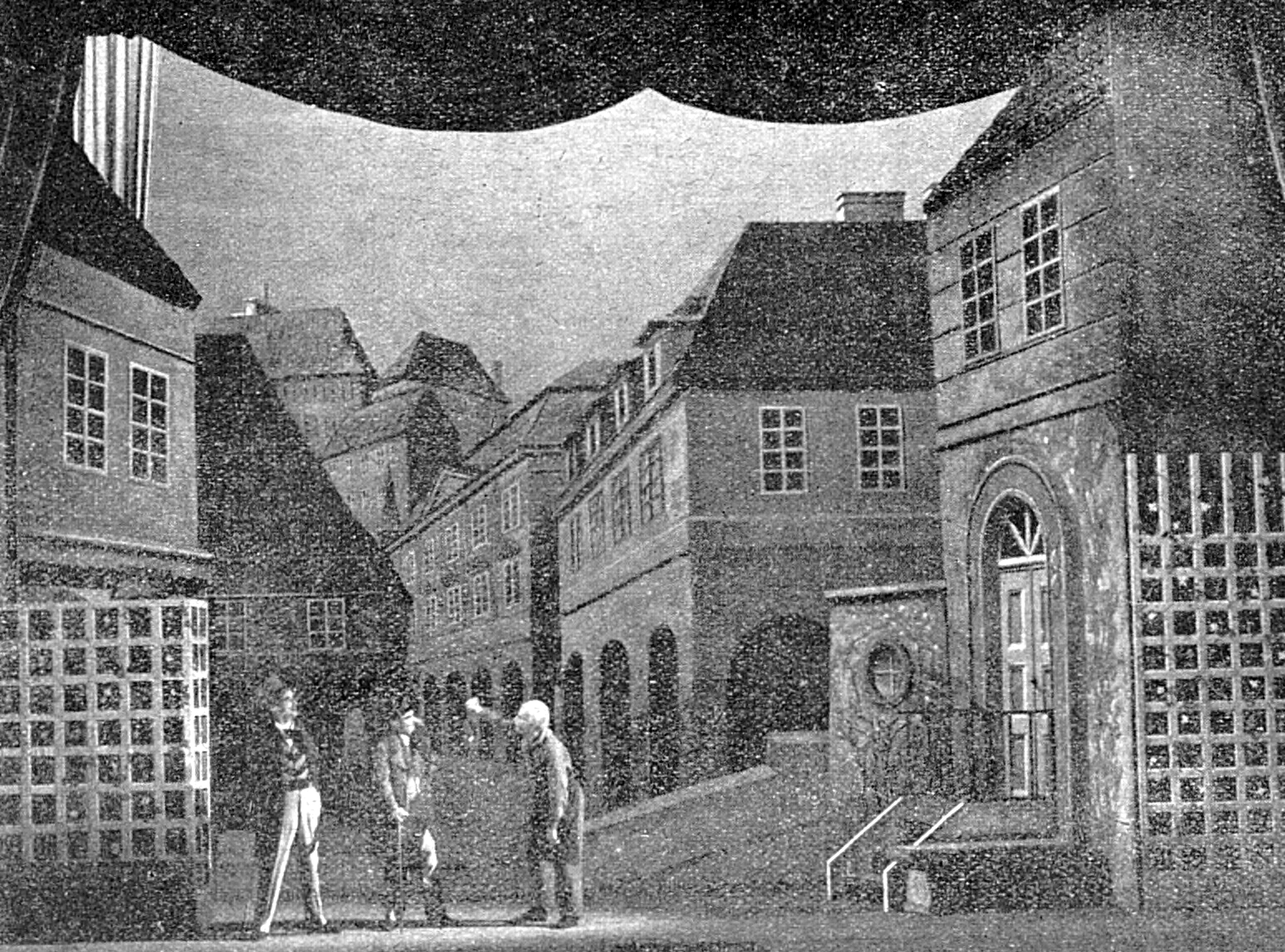
Szenenbild einer Produktion des Prager Nationaltheaters, 1945

### Erster Akt
Das Singspiel spielt in einer böhmischen Kleinstadt im Jahr 1820. Růžena und Vojtěch sollen auf Wunsch ihrer Eltern, der Kaufleute Květenský und Lána, heiraten. Die beiden haben sich jedoch noch nicht kennengelernt und bereits andere Partner. Růžena Geliebter kann den Hausdiener Kůl überlisten und in ihr Haus eindringen. Dort leiht er sich von einem gerade anwesenden Drahtbinder dessen Mantel.

### Zweiter Akt
In Růžena Zimmer will ihr Geliebter gerade zur Sache kommen, als die beiden Väter gut gelaunt eintreffen. Die Verkleidung des Liebhabers wird schnell aufgedeckt, da gleichzeitig der echte Drahtbinder seinen Lohn verlangt. Zu allem Übel erscheint auch noch ein Polizist, um den Manteldieb festzunehmen. Die verfahrene Lage löst sich auf, als sich herausstellt, dass der Liebhaber niemand anderes als der Růžena ohnehin als Bräutigam bestimmte Vojtěch ist.

## Gestaltung
Wie bei den damaligen Singspielen üblich, besitzt das Werk gesprochene Dialoge. Das Libretto zeichnet sich durch eine originelle Sprache mit vielen Wortschöpfungen, einer gestelzten Grammatik und einem Versmaß aus Jamben aus, die zwar den Text singbarer macht, aber nicht so recht zu dem volkstümlichen Sujet passt. Im Gegensatz zu den anderen Personen spricht die Titelfigur des Drahtbinders im slowakischen Dialekt.

### Orchester
Die Orchesterbesetzung des Singspiels umfasst die folgenden Instrumente:
- Holzbläser: zwei Flöten, zwei Oboen, zwei Klarinetten, zwei Fagotte
- Blechbläser: zwei Hörner, zwei Trompeten, Posaune
- Pauken
- Streicher

## Werkgeschichte
František Škroup engagierte sich kurz nach seiner Ankunft in Prag, wo er an der Karls-Universität Jura studierte, im Theater- und Musikleben. Bereits 1822 trat er dem Chor des Ständetheaters bei. Gleichzeitig beteiligte er sich an den Aktivitäten des Freiwilligenensembles von Taussinger, das über ein Repertoire aus tschechischen Theaterstücken und einfachen Gesangsstücken verfügte, und trat gelegentlich im Ständetheater auf. Im Jahr 1823 schlossen sich diese Laientruppe und ein Teil einer deutschen Theatertruppe zusammen, um im Prager Theater regelmäßig Opernaufführungen in tschechischer Sprache herauszubringen, allerdings nur sporadisch und zuletzt im Jahr 1806 mit einer Aufführung von Mozarts Die Entführung aus dem Serail.
Dráteník ist die erste Oper in originaler tschechischer Sprache. Ausländische Opern wurden zur Zeit von Skroups Engagement von einheimischen Schriftstellern, darunter dem jungen Dichter Josef Krasoslav Chmelenský, ins Tschechische übersetzt. Dieser verfasste das Libretto innerhalb weniger Monate. Aufgrund des slowakischen Dialekts der Titelrolle ließ Chmelenský seinen Text von Mikuláš Liptovský und dem patriotischen Schriftsteller und Freibauern Gašpar Féjerpataky-Belopotocky (1794–1874) aus Kľačany korrigieren.
Bei der Uraufführung am 2. Februar 1826 im Prager Ständetheater sang Skroup selbst die Titelrolle. Die Produktion war erfolgreich und hielt sich dort einige Jahre im Repertoire. 1840 wurde Dráteník in Brünn gespielt.  Ab 1861 wurde bei den Aufführungen auch Skroups Lied Kde domov můj („Wo ist meine Heimat“) aus dem Theaterstück Fidlovačka von Josef Kajetán Tyl gesungen. Es wurde später zur tschechoslowakischen und tschechischen Nationalhymne. Ab 1867 ließ Bedřich Smetana das Singspiel am Prager Interimstheater spielen. Am Prager Nationaltheater wurde es erstmals 1881 gespielt. Das Ständetheater zeigte es anlässlich des 100. Jubiläums 1926 in einer Inszenierung von Ferdinand Pujman, dirigiert von Otakar Ostrčil.